# Rhizophagus grandis
Rhizophagus grandis är en skalbaggsart som beskrevs av Leonard Gyllenhaal 1827. Rhizophagus grandis ingår i släktet Rhizophagus, och familjen gråbaggar. Arten är reproducerande i Sverige.